# Anna Wielgosz
Anna Wielgosz (née Sabat le 9 novembre 1993 à Nisko) est une athlète polonaise spécialiste du 800 mètres.

## Biographie
Elle remporte la médaille de bronze du 800 m lors des Championnats d'Europe 2022, à Munich, devancée par la Britannique Keely Hodgkinson et la Française Rénelle Lamote.

## Palmarès
| Date | Compétition                    | Lieu      | Résultat | Temps         |
| ---- | ------------------------------ | --------- | -------- | ------------- |
| 2018 | Championnats d'Europe          | Berlin    | 5e       | 2 min 1 s 26  |
| 2022 | Championnats d'Europe          | Munich    | 3e       | 1 min 59 s 87 |
| 2024 | Championnats d'Europe          | Rome      | 6e       | 1 min 59 s 99 |
| 2025 | Championnats d'Europe en salle | Apeldoorn | 1re      | 2 min 2 s 09  |

## Records
| Épreuve | Performance   | Lieu | Date         |
| ------- | ------------- | ---- | ------------ |
| 800 m   | 1 min 59 s 07 | Rome | 11 juin 2024 |